# Массовое убийство в Вашингтон-Нейви-Ярд
Массовое убийство в Вашингтон-Нейви-Ярд — события, произошедшие 16 сентября 2013 года в штаб-квартире командования кораблестроения и вооружений (NAVSEA) Военно-морских сил США в Вашингтон-Нейви-Ярд в Вашингтоне, округ Колумбия. Бывший работник базы 34-летний Аарон Алексис расстрелял 20 человек, 12 из которых погибли и 8 получили ранения. Вскоре он был убит в перестрелке с полицией.
Этот инцидент стал вторым массовым убийством на территории военной базы США после стрельбы на военной базе Форт-Худ 5 ноября 2009 года.

## Ход событий

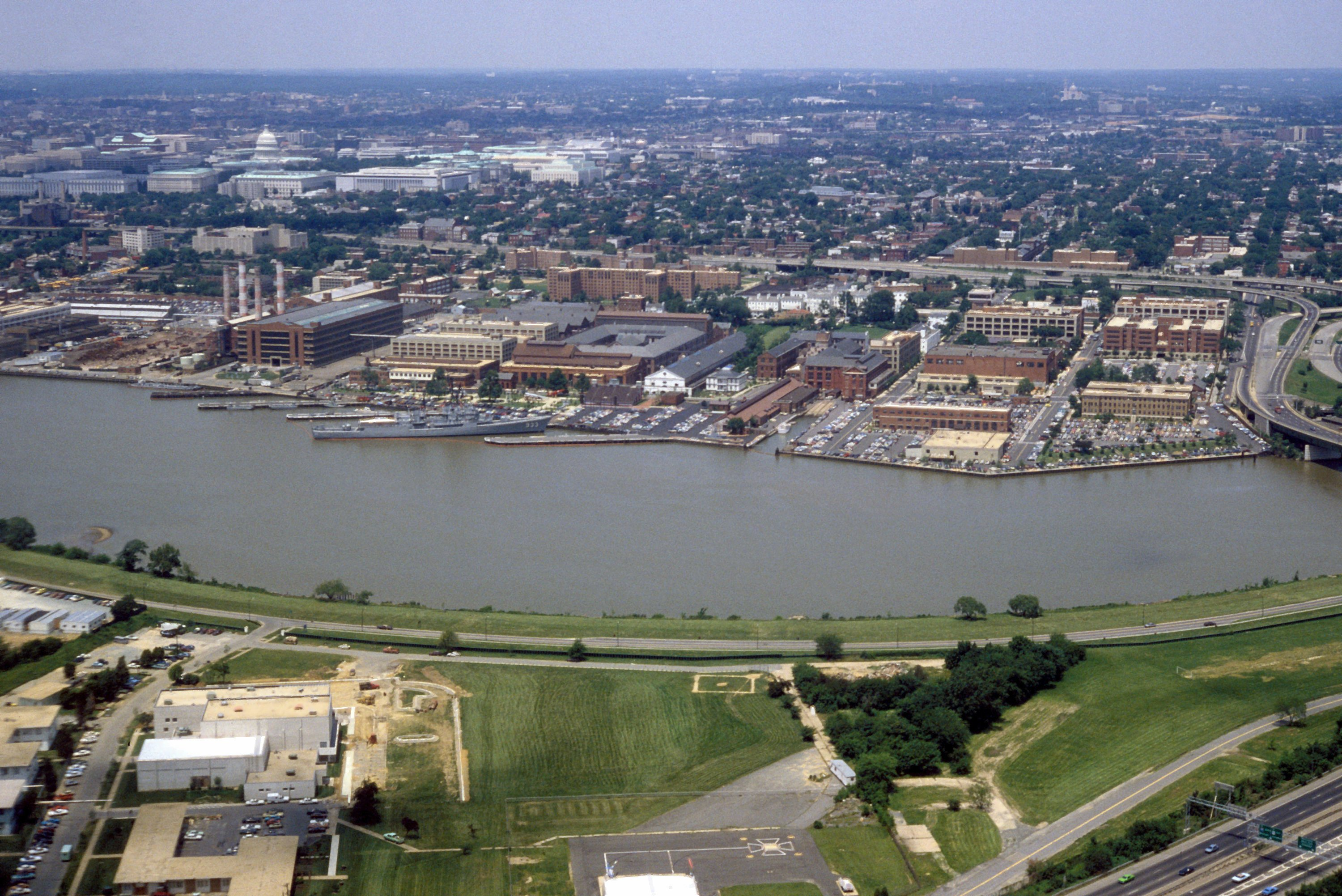
Вашингтон-Нейви-Ярд, фото 1985 года

В понедельник 16 сентября 2013 года в 7:53 утра по местному времени 34-летний Аарон Алексис (9 мая 1979 — 16 сентября 2013) приехал к зданию «Вашингтон-Нейви-Ярд» на арендованной Toyota Prius серого цвета вооруженный обрезом дробовика Remington 870 12-го калибра, который вместе с патронами спрятал в спортивной сумке. В 8:08 он, воспользовавшись своим пропуском, миновал пост охраны вместе с оружием. Поднявшись на четвёртый этаж, Алексис вошел в уборную, где собрал и зарядил ружье, затем прошёл по коридору в западное крыло и открыл огонь по людям в 8:16 утра. В течение четырёх минут он застрелил с близкого расстояния нескольких человек, после чего (8:20 утра) покинул четвёртый этаж и продолжил стрелять на третьем этаже и в вестибюле. Один человек на третьем этаже был убит попавшей ему в голову шальной пулей. На третьем этаже Алексис застрелил попытавшегося его остановить сотрудника охраны, забрал его табельный пистолет Beretta 9 мм и патроны к нему и продолжил стрелять.
Первый звонок в полицию поступил в 8:17 утра. Полицейские немедленно отреагировали, направив на место не менее трёх патрульных машин. В 8:24 первые полицейские проникли в здание и тут же столкнулись со стрелявшим на третьем этаже. Преступник открыл по ним огонь, в результате чего офицер полиции Скотт Уильямс получил ранение в ногу. Полицейские были вынуждены отступить, а Аарон Алексис продолжал стрелять по людям ещё на протяжении 30 минут. В 8:57 утра полицейские заблокировали преступника в одном из помещений, на третьем этаже здания недалеко от главного офиса учреждения. В результате завязавшейся перестрелки в 9:25 утра Аарон Алексис убит на месте, получив смертельное ранение в голову. Его тело вынесено из здания в 11:50 утра.

## Версии о мотивах и личность стрелка
Мотивы и обстоятельства преступления пока уточняются. Есть версия, что Алексис страдал паранойей — был уверен, что его контролируют при помощи сверхнизких частот. На своём дробовике он нацарапал надписи: «Конец мучениям!», «Уж лучше так!» и «Моё сверхнизкочастотное оружие».
У Алексиса есть жена и дети, которые живут в Нью-Йорке. Сам он родился в Квинсе, вырос в Бруклине, а, будучи взрослым, в разное время жил в Сиэтле, Вашингтоне и Техасе. Он интересовался буддизмом и поддерживал дружеские отношения с приезжими из буддийских стран (в частности, из Таиланда). Полиция три раза задерживала его за нарушения общественного порядка, в том числе за стрельбу в неположенном месте, но уголовное дело не было возбуждено, так как полиция установила, что в первый раз он расстрелял припаркованную прямо на его крыльце машину в состоянии аффекта — его это очень разозлило. Парковаться на крыльце чужих домов в США запрещено, так как это нарушает неприкосновенность частной собственности в соответствии с доктриной «Мой дом — моя крепость», а именно гражданам разрешается расстреливать незаконно вторгшихся в их дом, в том числе неодушевлённые предметы. Был задержан полицией во второй раз, когда у себя дома чистил оружие — произошёл случайный выстрел в потолок, повредивший соседнюю квартиру. В обоих инцидентах люди не пострадали. В третий раз Алексис был задержан на улице в состоянии алкогольного опьянения, отпущен через два дня. Алексис работал электриком в вооружённых силах США, его специальностью было чинить электрические системы в военных самолётах. Также он служил на военной базе Форт-Уэрт, был в командировке в Японии. Кроме того, по словам его родственников, он был свидетелем терактов 11 сентября и активно участвовал в спасении оставшихся в живых. Те события могли нанести ему глубокую психологическую травму.
Здесь фото с места происшествия

## Реакция властей

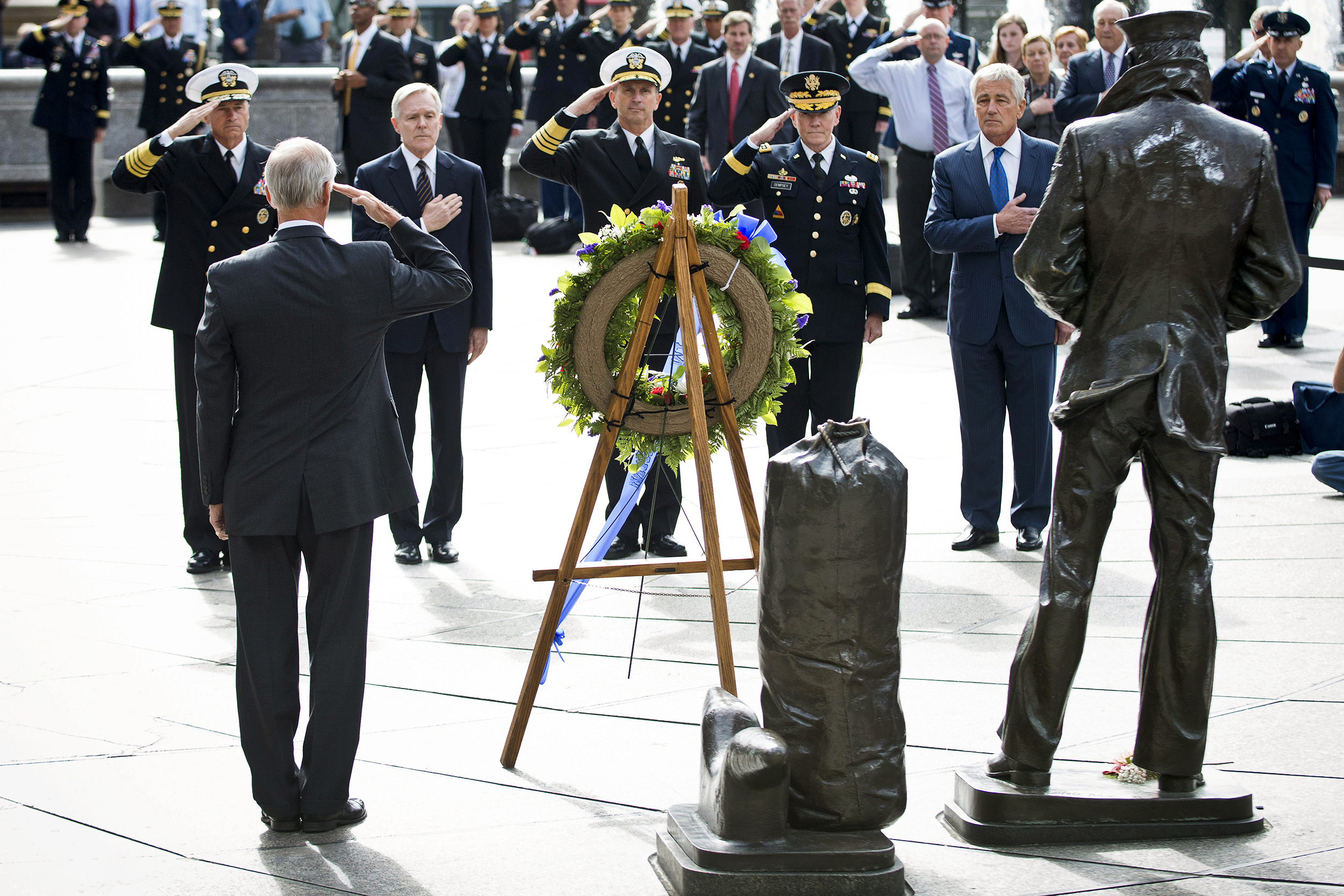
Министр обороны Чак Хэйгел вместе с другими ответственными лицами возлагает венок к Военно-морской мемориал 17 сентября в память о жертвах массового убийства

Встретившись 23 сентября 2013 года с родными и близкими жертв массового убийства, президент США Барак Обама заявил, что в США наблюдается «эпидемия вооружённого насилия» и что уровень подобной преступности «в США в десять раз больше по сравнению с другими развитыми странами». В качестве меры по борьбе с вооружённым насилием Обама видит необходимость ограничения свободного оборота огнестрельного оружия: «Необходимо добиться важного решения, нельзя, чтобы оружие попадало в плохие руки».